# Takuya Muraoka
Takuya Muraoka (村岡 拓哉 Muraoka Takuya?), född 24 juli 1990 i Kanagawa prefektur, är en japansk fotbollsspelare.
Muraoka började sin karriär 2013 i Shonan Bellmare. 2014 flyttade han till Fukushima United FC. Han spelade 62 ligamatcher för klubben. Efter Fukushima United FC spelade han för Tochigi Uva FC.